# S.P.A.L.

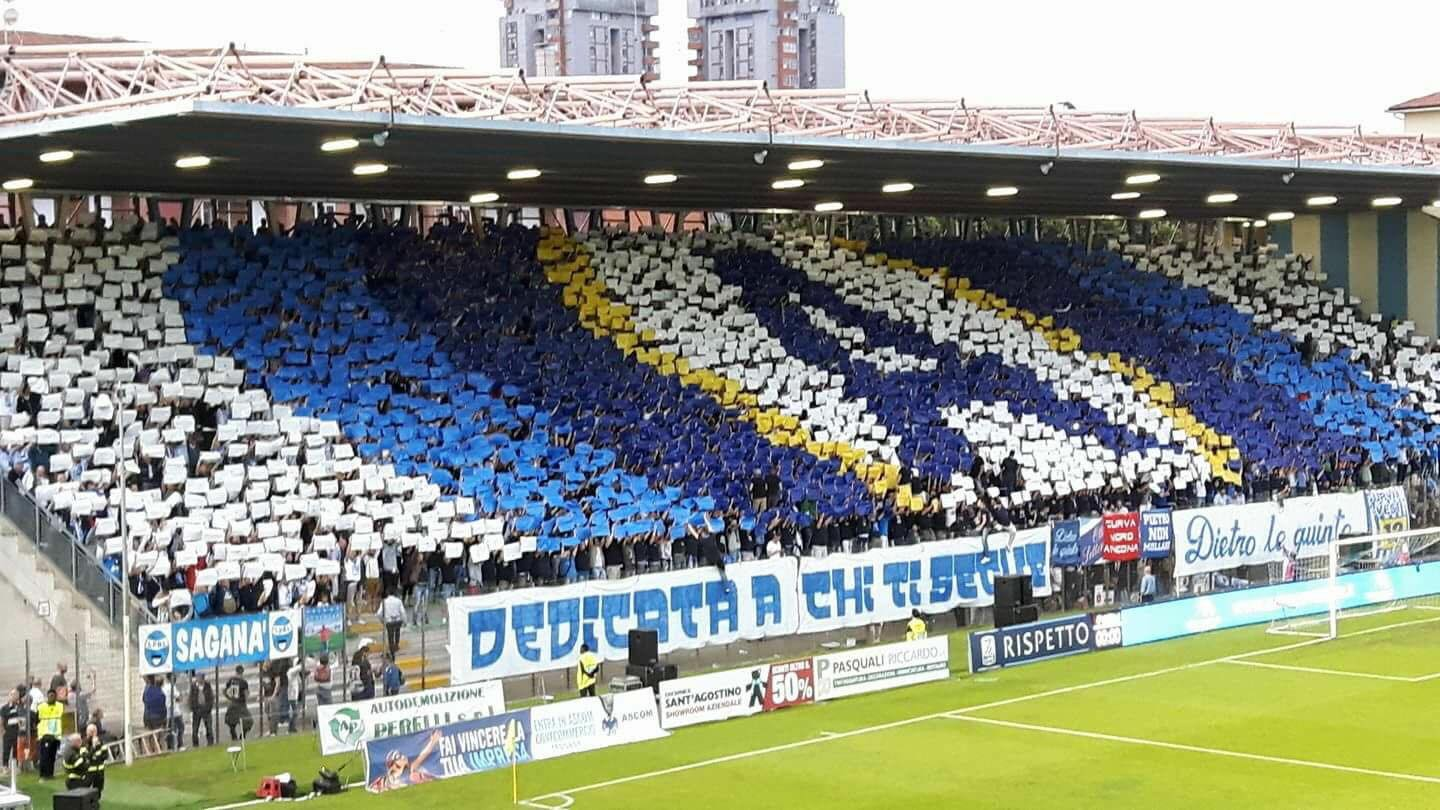

S.P.A.L.은 이탈리아 에밀리아로마냐주 페라라를 연고로 하는 축구 클럽으로, 원래는 현 구단명을 풀어쓴 '소치에타 폴리스포르티바 아르스 에트 라보르'(Società Polisportiva Ars et Labor)가 구단명이었으나, 두문자어인 현재의 이름으로 2005년에 바꾸어 현재까지 사용하고 있다.
1907년에 창단 후, 1928년 이래로 홈 경기를 1946-1977년 간 스팔의 회장이었던 파올로 마차의 이름이 붙여진, 스타디오 파올로 마차에서 치르고 있다.
스팔은 지금까지 1부 리그 23회, 2부 리그 26회, 3부 리그 41회, 4부 리그 7회, 5부 리그 1회 등을 겪었다. 최고 성적은 5위로 시즌을 마친 세리에 A 1959–60이며, 코파 이탈리아 1961–62 때는 결승전에 오르기도 했다.

## 역대 성적
- 코파 이탈리아

준우승 (1): 1961–62
- 세리에 B

우승 (2): 1950–51, 2016–17
승격 (1): 1964–65
- 세리에 C

우승 (3): 1937–38, 1972–73, 1977–78
준우승 (4): 1941–42, 1942–43, 1969–70, 1970–71
- 세리에 C1

우승 (1): 1991–92
- 레가 프로

우승 (1): 2015–16
- 세리에 C2

우승 (1): 1997–98
Promoted (1): 1990–91
- 코파 이탈리아 레가 프로

우승 (1): 1998–99
Runners-up (1): 1988–89
- 수페르코파 디 레가 프로

우승 (1): 2016
- 코파 델라미치치아:

우승 (1): 1968

## 선수 명단

### 현역
참고: FIFA 자격 규정에 따라 소속된 국가대표팀 국기를 표시합니다. 선수는 복수의 FIFA 비회원국 국적을 가지고 있을 수 있습니다.
| 번호 | 포지션 | 국적       | 이름                   |
| ---- | ------ | ---------- | ---------------------- |
| 5    | MF     | 나이지리아 | 테오필루스 아우아      |
| 18   | DF     |            | 장 클로드 은텐다       |
| 25   | FW     |            | 후안 이그나시오 몰리나 |
| 29   | MF     | 토고       | 스티븐 나도르          |

| 번호 | 포지션 | 국적         | 이름        |
| ---- | ------ | ------------ | ----------- |
| 80   | MF     | 리히텐슈타인 | 마르셀 뷔첼 |

## 역대 감독
| 감독             | 임기        |
| ---------------- | ----------- |
| 잔니 데 비아시   | 1997 ~ 1999 |
| 루이지 디 비아조 | 2020        |